# Šanja
La Šanja (in russo Шаня?) è un fiume della Russia europea centrale (Oblast' di Smolensk e di Kaluga), affluente di sinistra dell'Ugra (tributario dell'Oka).
Il fiume ha origine nel distretto Tëmkinskij dell'oblast' di Smolensk. Scorre in direzione sud-orientale. Sfocia nell'Ugra a 36 km dalla foce, alcuni chilometri a ovest di Kaluga. Il fiume ha una lunghezza di 131 km, l'area del suo bacino è di 2 200 km².
Nel basso corso attraversa la città di Kondrovo e gli insediamenti di tipo urbano di Polotnjanyj Zabod e Tovarkovo (tutti e tre nel distretto Dzeržinskij).